# Swan Island (London)
Swan Island ist eine Insel in der Themse bei Twickenham im London Borough of Richmond upon Thames, London, England. Die Insel liegt im von den Gezeiten beeinflussten Teil der Themse ungefähr 1,2 Kilometer flussabwärts vom Teddington Lock.
Die Insel wird als Hafen genutzt, der von der Port of London Authority verwaltet wird. Neben gewerblicher Nutzung liegen auch Boote, die zum Wohnen benutzt werden, an der Insel. Die Insel ist mit Twickenham durch eine Brücke verbunden, die für kleinere Fahrzeuge und Fußgänger benutzbar ist.